# Soennitische driehoek

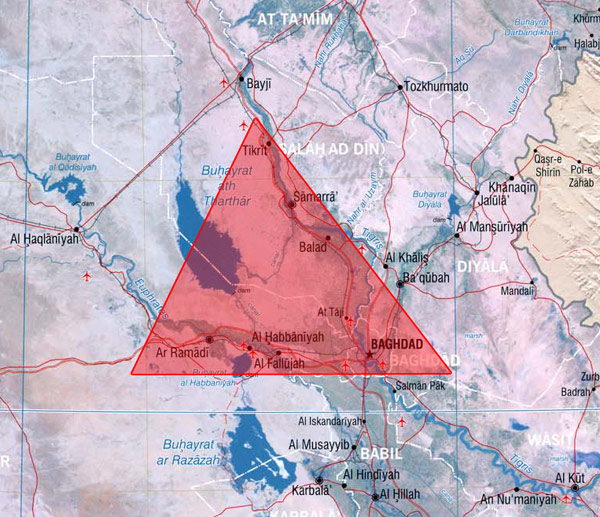
Kaart van de soennitische driehoek

Met de term soennitische driehoek wordt een gebied in Irak bedoeld dat ongeveer driehoekig is en ten noordwesten van Bagdad ligt. Het wordt voornamelijk door soennitische moslims bewoond. De punten van de driehoek worden beschouwd als Bagdad (oosten), Ramadi (westen) en Tikrit (noorden). Falluja en Samarra liggen eveneens in de soennitische driehoek.

## Achtergrond
In Irak wonen grotendeels sjiitische moslims en de belangrijkste sjiitische heiligdommen zijn in het zuiden van Irak te vinden in Najaf, Karbala en al Koet. De soennieten hadden (onder Saddam Hoessein) echter de politiek in handen, al sinds enkele eeuwen. Nadat de (soennitische) Ottomanen in de Eerste Wereldoorlog door de Britten werden verslagen, kwam Irak onder Brits mandaat. De Britten installeerden al snel een koning, Faisal I van Irak, die soennitisch was. De belangrijkste regeringsposten werden ook aan soennieten vergeven. Nadat in 1958 de Ba'ath-partij de macht greep, verstevigden de soennieten hun greep op de macht. Saddam Hoessein was ook een soenniet en hij zorgde ervoor dat vertrouwelingen de macht stevig in handen hielden.
Met de Golfoorlog van 2003 werden Saddam Hoessein en zijn regime verdreven. Aangezien de soennieten een minderheid van de bevolking vormen, zijn zij hun grote invloed op de politiek en de krijgsmacht kwijtgeraakt. Velen van hen zijn mede daarom in opstand gekomen. Al dan niet als soennitische of nationalistische milities of terreurgroepen.
De soennitische driehoek is daarmee een berucht gebied geworden in Irak en het was de plek waar de Amerikanen de meeste tegenstand ondervonden, zoals in Falluja. De huidige (sjiitische) Iraakse regering ondervindt hier ook hinder van.